# Пука (волость)
Пу́ка (ест. Puka vald) — колишня волость в Естонії, до адміністративної реформи 2017 року одиниця самоврядування в повіті Валґамаа.

## Географічні дані
Площа волості — 200,9 км2, чисельність населення на 1 січня 2017 року становила 1523 особи.

## Населені пункти
Адміністративний центр — селище Пука (Puka alevik).
На території волості також розташовувалися 18 сіл (küla):
Аакре (Aakre), Ваарді (Vaardi), Кібена (Kibena), Коллі (Kolli), Комсі (Komsi), Куйґатсі (Kuigatsi), Кягрі (Kähri), Мееґасте (Meegaste), Паламусте (Palamuste), Педасте (Pedaste), Пиру (Põru), Пліка (Plika), Пранґе (Prange), Пуртсі (Purtsi), Пюгасте (Pühaste), Ребасте (Rebaste), Рууна (Ruuna), Соонтаґа (Soontaga).

## Історія
13 лютого 1992 року Пукаська сільська рада була перетворена у волость зі статусом самоврядування.